# Basket Femminile Milano
Basket Femminile Milano was een professionele dames basketbalclub uit Milaan, Cinisello Balsamo, Italië die uitkwam in de Lega Basket Serie A.

## Geschiedenis
Basket Femminile Milano is opgericht in 1931. In de vroege jaren vijftig, maakte het team haar debuut in de grote competities, en in het seizoen 1955/56 maakte ze de overstap van Serie B naar de Serie A. Met de komst van Liliana Ronchetti in het team, de belangrijkste exponent van de Italiaanse vrouwen basketbal van het decennium, en Maria Pia Mapelli blijven ze de daaropvolgende jaren aan de top van die categorie. Ze worden Landskampioen van Italië 1973. Ook worden ze maar liefst vijftien keer tweede in de Serie A. Ook worden ze vier keer Bekerwinnaar van Italië in 1969, 1971, 1972 en 1974. In de European Cup Liliana Ronchetti haalde Milano drie keer oprij de finale en verloor ze alle drie. In 1987 verloren ze van TTT Riga uit de Sovjet-Unie met 80-87. In 1988 verloren ze van Dinamo Kiev uit de Sovjet-Unie met 83-100. In 1989 verloren ze opnieuw van een club uit de Sovjet-Unie. Dit keer van CSKA Moskou met 86-92. In 1991 haalde Milano weer de finale om European Cup Liliana Ronchetti. Dit keer wisten ze wel te winnen. Ze wonnen van hun landgenoten Como Jersey over twee wedstrijden met een totaalscore van 152-145.

## Erelijst
- Landskampioen Italië: 1
  - Winnaar: 1973
  - Tweede: 1963, 1966, 1968, 1969, 1970, 1972, 1974, 1976, 1979, 1983, 1984, 1986, 1987, 1988, 1989

- Bekerwinnaar Italië: 4
  - Winnaar: 1969, 1971, 1972, 1974
  - Runner-up: 1970

- European Cup Liliana Ronchetti: 1
  - Winnaar: 1991
  - Runner-up: 1987, 1988, 1989

## Bekende (oud)-spelers
- Liliana Ronchetti
- Maria Pia Mapelli
- Licia Toriser
- Svetlana Koeznetsova

## Bekende (oud)-coaches
- Romano Forastieri

## Sponsornamen
- 1931-1938: Magazzini Standard Milano
- 1938-1978: Standa Milano
- 1978-1980: Sorgente Alba Milano
- 1980-1985: GBC Milano
- 1985-1986: Hermes Milano
- 1986-1988: Deborah Milano
- 1988-1991: Gemeaz-Cusin Milano